# الصمم في الصين
الصمم في الصين يوجد حوالي 27.8 مليون فرد أصم أو ضعيف السمع في الصين. ويمثل هذا حوالي 2% من إجمالي السكان. يُعتبر الصمم حاليًا إعاقة ويوجد دفع كبير من جانب الحكومة للتركيز على تطوير وتقديم حلول طبية للصمم باستخدام قوقعة الأذن المزروعة الموجهة عادةً للأطفال.

## حقوق الإنسان والحقوق المدنية لشعب دي أتش أتش في الصين

### اتفاقية الأمم المتحدة لحقوق الأشخاص ذوي الإعاقة
وقعت الصين على اتفاقية الأمم المتحدة لحقوق الأشخاص ذوي الإعاقة في 30 مارس 2007 وصدقت عليها في 1 أغسطس 2008. قدم التقرير الأول في عام 2011. وقدم التقرير الثاني والثالث في 31 أغسطس 2018 وقاموا بمراجعتهما في أغسطس 2022. واستكملوا قائمة القضايا أيضًا في عام 2022.
- حقوق لغة الإشارة (المواد 2 و21.ب و21.3 و23.3 و24.3ب)
- ثقافة الصم والهوية اللغوية (المادة 30.4)
- التعليم الثنائي اللغة (المادة 24.1 و24.3ب و24.4)
- التعلم مدى الحياة (المادة 5 و24.5 و27)
- إمكانية الوصول (المادة 9 والمادة 21)
- تكافؤ فرص العمل (المادة 27)
- المشاركة المتساوية (المواد 5 و12 و20 و23 و24 و29)

### تقرير الدولة الطرف للصين
لم ترد أي معلومات محددة بشأن حقوق لغة الإشارة وثقافة الصم والهوية اللغوية والتعليم الثنائي اللغة والتعلم مدى الحياة وفرص العمل المتساوية والمواد 12 و20 و23 و24.
تنتقد الأمم المتحدة عدم توفر إمكانية الوصول إلى السجون ومراكز الاحتجاز. ويختلف هذا عادةً عند مقارنته بالمدن الأكثر ثراءً ذات الميزانيات الأكبر والتي تتمتع بأماكن إقامة أفضل.
توصي الأمم المتحدة الحكومة الصينية باحترام حق حرية تكوين الجمعيات مما يسمح بمشاركة عامة أكبر للأشخاص ذوي الإعاقة.
وفيما يتعلق بالمشاركة المتساوية توصي الأمم المتحدة بأن تكون جميع المرافق داخل نظام العدالة خالية من العوائق وأن تتوفر فيها أماكن إقامة مناسبة للأشخاص ذوي الإعاقة. وأيضًا لضمان حصول جميع موظفي الحكومة على تدريب يتوافق مع الاتفاقية.
لقد تعرضت الصين لانتقادات من الأمم المتحدة حيث أقرت الحكومة قوانين جعلت من الصعب على منظمات حقوق الأشخاص ذوي الإعاقة تمثيل الأشخاص ذوي الإعاقة. التوصيات موجهة إلى الحكومة الصينية باحترام حرية التعبير وحرية الصحافة وبذلك سيسمح ذلك بمزيد من الحريات لجميع الناس ولكن أيضًا سيسمح بمزيد من المشاركة في الحياة السياسية والعامة للأشخاص ذوي الإعاقة.

## لغات الإشارة

### لغة الإشارة الصينية (سي أس أل)
لغة الإشارة الصينية والمعروفة أيضًا باسم سي أس أل أو زد جي أس (الصينية المبسطة : 中国手语؛ الصينية التقليدية : 中國手語، بينيين Zhōngguó ShƒuyƔ) هي لغة الإشارة الرئيسية المستخدمة في الصين. وهي مقسمة إلى لهجتين: لغة الإشارة الصينية الجنوبية ولغة الإشارة الصينية الشمالية حيث تعتبر لغة الإشارة الصينية الشمالية هي اللغة الرئيسية. إن لغة الإشارة الصينية هي لغة إشارة مجتمعية للصم ولا تتمتع حاليًا بأي وضع قانوني رسمي معترف به. إن حالة حيويتها هي 5 لذا فهي تعتبر لغة إشارة متطورة.
لغة الإشارة في شنغهاي (أس سي أس أل)
لغة الإشارة في شنغهاي والمعروفة أيضًا باسم أس سي أس أل (上海手语 pinyin shànghǎi shǒuyǔ) هي شكل آخر من أشكال لغة الإشارة المستخدمة في الصين في المقام الأول في شنغهاي. إنها مرتبطة بدرجة كبيرة بلغة الإشارة الصينية الجنوبية. إنها لغة إشارة مجتمع الصم وليس لها وضع قانوني رسمي معترف به. كما تعتبر حالتها الحيوية جزءًا من سي أس أل لذا فهي تعتبر 5 كذلك.

## فحص السمع الشامل لحديثي الولادة (يو أن أتش أس)
لقد أصبح برنامج الأمم المتحدة للصحة العامة بمثابة تفويض وطني منذ عام 1999. في عام 2013 كان حوالي 69% من الأطفال حديثي الولادة و30% منهم يخضعون للفحص في وقت لاحق. ومن بين الذين فحصوهم أحيل حوالي 8.7% منهم لمتابعة التشخيص. ولا توجد إحصائية مسجلة لأولئك الذين فقدوا للمتابعة. من بين 1000 طفل أُكد إصابة طفلين فقط بفقدان السمع الدائم أثناء الطفولة. لم يُبلغ عن متوسط العمر الذي يقومون فيه بتقديم هذا التشخيص للأطفال الذين فحصوهم كرضع وأولئك الذين لم يفحصوهم كرضع.

## التدخل المبكر (إي سي آي)
بدأت مؤسسة يو أن أتش أس في عام 1999 والتي ساعدت في التدخل في مرحلة الطفولة المبكرة للأطفال الصم المذكورين. وتستهدف برامج إي سي آي الأطفال الذين تبلغ أعمارهم 6 سنوات وما دون. عادةً ما يكون الأطفال في الصين قادرين على تلقي المعينات السمعية بسهولة نسبية. ففي بعض المدن الكبرى مثل بكين يمكن أن تكون أجهزة السمع مجانية. ومع ذلك في المناطق الريفية قد يكون الحصول على هذه الخدمات أكثر صعوبة وأكثر تكلفة بالنسبة للأطفال. اعتبارًا من عام 2013 كان هناك أكثر من 30 ألف متلقي لزراعة القوقعة في الصين 85% منهم أطفال. وأصبحت زراعة القوقعة أكثر شيوعًا ومتوفرة في الصين منذ عام 2013. حيث لا تتوفر معلومات كثيرة حول مدى سهولة تعلم الأطفال للغة الإشارة قبل المدرسة. ومتوسط العمر الذي يتلقى فيه الأطفال التدخل هو حوالي عامين. إن متوسط العمر الذي يتلقى فيه الأطفال الذين لم يخضعوا للفحص خدمات التدخل غير معروف. ولا يُعتبر علم السمع مهنة معترف بها في الصين وعلى هذا فإن اختصاصيو السمع نادرون نسبيًا وهم عادةً متخصصون مدربون في تخصصات أخرى دخلوا في علم السمع.

## الرعاية الصحية

### الصحة البدنية والعقلية
عادةً ما يكون الأشخاص الصم وضعاف السمع في الصين كما هو الحال في جميع أنحاء العالم أكثر عرضة لخطر الإصابة بالصحة العقلية مقارنة بالأفراد الذين يتمتعون بالسمع. يعد فقدان السمع على وجه التحديد مشكلة تؤثر على أكثر من 60٪ من كبار السن في الصين. يصبح الأفراد الذين يعانون من فقدان السمع أقل عرضة للمشاركة في التواصل والأنشطة الاجتماعية بسبب فقدان السمع وقد يؤدي ذلك إلى العزلة الاجتماعية والتأثير سلبًا على صحتهم البدنية والعقلية. كما أنهم معرضون لخطر الاكتئاب بصفة أكبر مقارنة بالأفراد الذين يتمتعون بالسمع.
من المرجح أيضًا أن يحتاج الأشخاص الصم في الصين إلى استخدام خدمات الرعاية الصحية وإنفاق المزيد من الأموال على خدمات الرعاية الصحية مقارنة بالمواطن العادي.

### الوصول إلى الاتصالات
وي شات هو تطبيق الوسائط الاجتماعية الأكثر استخدامًا في الصين وفي عام 2021 أطلق طريقة للأشخاص الصم أو ضعاف السمع لاستخدام خدمة الذكاء الاصطناعي لتحويل النص إلى كلام والعكس صحيح ليتمكنوا من التواصل مع الأشخاص من مراكز الطوارئ.
أما فيما يتعلق بالخدمات التي تقدمها المستشفيات فالأمر يختلف حيث لا توجد قوانين رسمية أو إجماع عام بشأن توفير المترجمين. وتوفر بعض المستشفيات -خاصة في المدن الكبرى- مترجمين أو أجهزة مساعدة يمكنها السماح بالتواصل.
وفيما يتعلق بالمترجمين فإن الأغلبية يعملون بوجه مستقل أو بدوام جزئي. إذ يبدو أن هناك نقصًا حادًا في مترجمي لغة الإشارة في الصين ولا توجد عملية اعتماد شاملة حقيقية أو معايير محددة حقيقية. إن مهنة مترجمي الصم حديثة نسبيًا حيث لم يعترف بها كمهنة رسمية إلا في عام 2007.

### محو الأمية الصحية
في حين لا توجد معدلات محددة للإلمام بالقراءة والكتابة للأشخاص ذوي الإعاقة السمعية فإن معدلاتهم عمومًا أقل مقارنة بالأشخاص الذين يسمعون بسبب التركيز على التعليم السمعي والصوتي في الصين.
عادةً ما يكون الأشخاص الذين يعانون من الصمم أقل دراية بالصحة مقارنة بالأفراد الذين يعانون من صعوبات في السمع. ويرجع هذا جزئياً إلى انخفاض معدلات الإلمام بالقراءة والكتابة ولكن أيضا إلى أسباب أخرى مثل مشاكل الاتصال التي تشكل عائق كبير. وهذه مشكلة تواجه كبار السن الذين يجدون صعوبة أكبر في استخدام التكنولوجيا، وعلى هذا يجدون صعوبة أكبر في الوصول إلى معلومات الرعاية الصحية والتواصل مع مقدمي الرعاية الصحية.
إن إساءة معاملة الأطفال هي مشكلة بسبب عدم فهم الأطفال لها حقًا وعدم معرفتهم بطرق حماية أنفسهم ولكن الأطفال الصم معرضون لخطر أكبر بسبب محو الأمية الصحية ومحو الأمية بصفة عامة أسوأ بالنسبة للأطفال الصم.